# Juan Ramón López Caro
Juan Ramón López Caro (Lebrija, provincia de Sevilla, 23 de marzo de 1963) es un entrenador de fútbol español. Actualmente está libre.

## Biografía
Como jugador se inició en la Lebrijana, de donde se marchó a los juveniles del Betis, subiendo al Betis Deportivo en la temporada 80-81, y jugando la 81-82 también, siendo cedido al CD Fuengirola la temporada siguiente.
Entrenador que ha entrenado en todas las categorías del fútbol español, en China se ha convertido en leyenda, al alcanzar con dos equipos diferentes y en años consecutivos, el Dalian Yifang y Shenzhen FC, el ascenso a la Super Liga China. Empezó su trayectoria profesional como técnico en equipos como la Unión Balompédica Lebrijana, el Lebrija CD, o Los Palacios hasta llegar a la Unión Deportiva Melilla, donde logró el campeonato del Grupo IV de Segunda B. Inició una nueva etapa en el RCD Mallorca "B" durante 2 años, jugando la Copa Intertoto de la UEFA con el primer equipo en 2000.
Real Madrid Castilla y Real Madrid
Tras esto fue fichado por el Real Madrid para dirigir al Real Madrid Castilla, primer filial madridista y cuyo objetivo principal era regresar a Segunda División. Durante las cinco temporadas siguientes a su llegada al Real Madrid, Juan Ramón López Caro logró disputar la fase de ascenso a Segunda División hasta en tres ocasiones. La última y definitiva se disputó el 26 de junio de 2005, cuando el Real Madrid B logró el ascenso a la categoría de plata. En este periodo se realizó un excelente trabajo en la formación de jóvenes jugadores que posteriormente alcanzarían un excelente nivel internacional: Diego López, Arbeloa, Mata, Javi García, Granero, Soldado, Jurado, Juanfran, Raúl Bravo, Negredo, Rubén de la Red... En su banquillo comenzó la temporada 2005-2006 de la categoría de plata, hasta que la destitución de Vanderlei Luxemburgo lo llevó a hacerse cargo de la primera plantilla del Real Madrid en diciembre de 2005. Su estreno tuvo lugar en la Liga de Campeones, ante el Olympiacos (2-1). Cogió al equipo en la 5.ª posición y lo llevó al subcampeonato de Liga. Al finalizar la temporada sin títulos, no continuó en el club, siendo sustituido por el italiano Fabio Capello.
Racing de Santander y Levante
Tras un efímero paso por el Racing de Santander (con el que se había comprometido), decidió dejar el club cántabro para entrenar al Levante UD en la temporada 2006-07; pero fue cesado en enero de 2007, tras perder 3-0 contra el Valencia CF, aunque el equipo estaba fuera de los puestos de descenso.
Celta de Vigo
Al poco tiempo, en octubre de 2007, fichó por el Celta de Vigo; aunque no llegó a terminar la temporada, siendo cesado por malos resultados.
Selección sub-21 de España
En el año 2008, recaló en la Selección de fútbol sub-21 de España, la cual dirigió hasta el año 2010. Este periodo fue muy significativo al crearse las bases de un grupo de jugadores que formaron parte de algunos de los mejores equipos del mundo (Piqué, Javi Martínez, Arbeloa, Bojan Krkic, De Gea, Azpilicueta, Monreal, Mata, Negredo, Soldado, Granero, Raúl García... ) y muchos de ellos fueron campeones de Europa en el 2008 y campeones del mundo con la selección absoluta de España en el 2010.
FC Vaslui
Tras ello, viajó a Rumanía para entrenar al FC Vaslui, donde permaneció hasta el 9 de octubre de 2011.
Selección de Arabia Saudí
En enero de 2012, tomó posesión del cargo de director deportivo de la Federación de Arabia Saudí. Un año después, pasó a ser el seleccionador de Arabia Saudí, relevando a Frank Rijkaard. Como seleccionador realizó una excelente labor, consiguiendo la clasificación a la Copa Asiática 2015 como campeón de grupo e invicto. Además, fue el 4º seleccionador más longevo en la historia del fútbol Saudí, consiguiendo 8 victorias, 2 empates y una única derrota, en la final de la Copa del Golfo 2014, en 11 partidos oficiales. Fue destituido en diciembre de 2014, después de casi 2 años en el cargo de seleccionador y director deportivo, tras perder la final de la Copa del Golfo ante Catar.
Selección de Omán
El 14 de enero de 2016, aceptó el cargo de seleccionador de Omán. Sin embargo, dimitió en noviembre de 2016.
Dalian Yifang
Poco después, a finales de 2016, fichó por el Dalian Yifang, logrando el ascenso a la Superliga de China en octubre de 2017.
Shenzhen Kaisa Football Club
En abril de 2018, fue contratado por el Shenzhen Football Club con el objetivo de repetir el ascenso a la Superliga de China, algo que logró el 3 de noviembre de 2018. El 30 de julio de 2019, abandonó la entidad, siendo reemplazado por Roberto Donadoni.

## Clubes

### Como entrenador
| País         | Club                                                     | Año       |
| ------------ | -------------------------------------------------------- | --------- |
| España       | UD Melilla                                               | 1997-1998 |
| España       | RCD Mallorca "B"                                         | 1998-2000 |
| España       | Real Madrid Castilla                                     | 2000-2005 |
| España       | Real Madrid                                              | 2005-2006 |
| España       | Racing de Santander                                      | 2006      |
| España       | Levante UD                                               | 2006-2007 |
| España       | Celta de Vigo                                            | 2007-2008 |
| España       | Selección de fútbol sub-21 de España                     | 2008-2010 |
| Rumania      | FC Vaslui                                                | 2010-2011 |
| Arabia Saudí | Selección de fútbol de Arabia Saudí (director deportivo) | 2011-2012 |
| Arabia Saudí | Selección de fútbol de Arabia Saudí                      | 2013-2014 |
| Omán         | Selección de fútbol de Omán                              | 2016      |
| China        | Dalian Yifang                                            | 2016-2017 |
| China        | Shenzhen Football Club                                   | 2018-2019 |